# Pseudoleptus zelihae
Pseudoleptus zelihae är en spindeldjursart som beskrevs av Pritchard och Baker 1958. Pseudoleptus zelihae ingår i släktet Pseudoleptus och familjen Tenuipalpidae. Inga underarter finns listade i Catalogue of Life.